# Killik László
Killik László (Arad, 1927. szeptember 1. – 2016. február 11.) romániai származású magyar kosárlabdázó, edző, mesteredző.

## Pályafutása
Játékosként a Munkaerőtartalékok SE és a Bp. Kinizsi csapatainak tagja volt. 1951-ben testnevelő tanári és kosárlabda-oktatói oklevelet szerzett a Testnevelési Főiskolán. A magyar női kosárlabda-válogatottnak két időszakban, összesen több mint húsz éven át volt a szövetségi kapitánya, előbb 1975-től 1987-ig, majd 1995-től 1997-ig. Az 1980-as moszkvai olimpián irányításával a negyedik helyen végzett a magyar csapat. Az 1980-as években egymást követő három Európa-bajnokságon szerzett bronzérmet a női válogatott szövetségi kapitányaként.
1990-ben az MTK női csapatának lett a vezetőedzője, a következő évben pedig bajnoki címet szerzett a csapattal.
1981-ben mesteredzői címet szerzett. A magyar kosárlabdázás halhatatlanja.
2017-től a magyar női kosárlabdakupa az ő nevét viseli.